# レイチェル・スティーヴンス

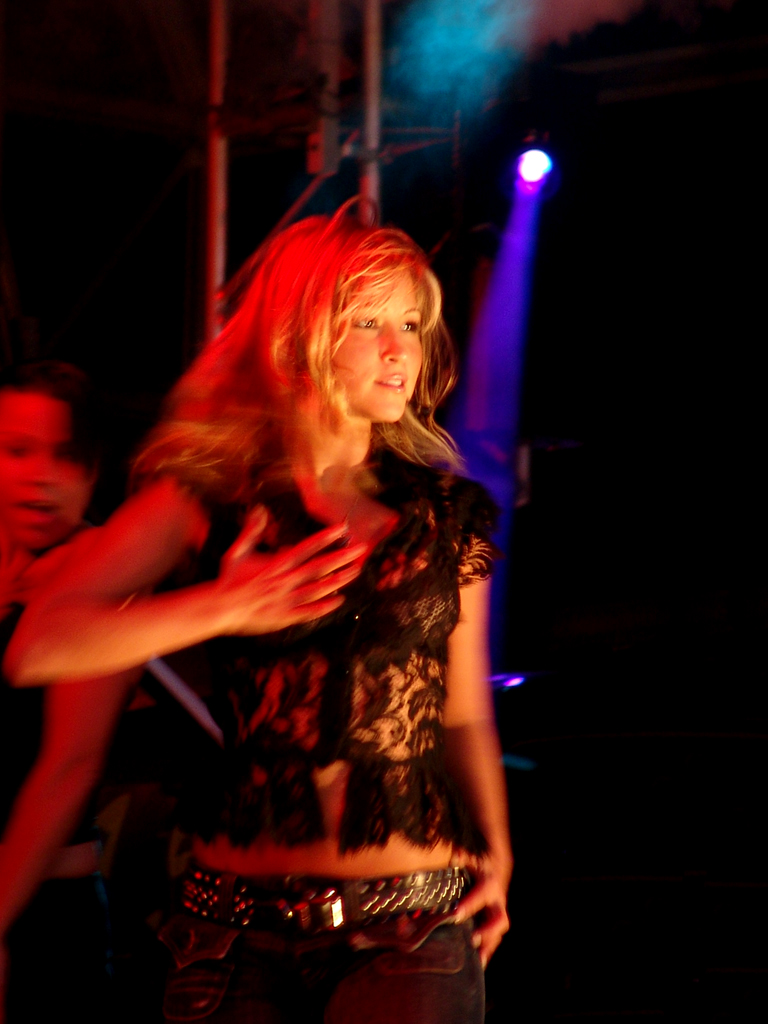
レイチェル・スティーヴンス

レイチェル・ローレン・スティーヴンス（Rachel Lauren Stevens 、1978年4月9日 - ）はロンドン生まれのイギリスの歌手、女優、モデル。2003年に解散したS Club 7のメンバー。現在はソロ活動中でこれまでに7枚のシングルと2枚のアルバムをリリースしている。

## 来歴

### デビュー前
15歳の時に約5000人の中からJust 17というファッション雑誌のモデルに選ばれる。これと両立する形でファッションの勉強をし、パブリック・リレーションズ会社に勤めた。

### デビュー
19歳の時に兄と共にロンドンで行われたサイモン・フラー(スパイス・ガールズの元マネージャー)のオーディションに参加する。このオーディションに合格しS Club 7のメンバーとして歌手活動を始める。後にS Club 7はブリット・アワードを受賞するほど世界的にも成功することになる。母国UKチャートでも1位を記録するシングルをリリースするが、2003年に解散。

### ソロ活動
グループ解散後、レイチェルは200万ドル以上ものレコード契約をポリドール・レコードと結び、再びサイモン・フラーをマネージャーとして迎え入れる。
ブリトニー・スピアーズやカイリー・ミノーグに作詞を提供したことのあるキャシー・デニスに作詞をしてもらい2003年9月にソロデビューシングル、"Sweet Dreams My LA Ex"をリリース。UKシングルチャート2位を記録した。
TLCやシュガーベイブス、マドンナ的な要素を含んだデビューアルバム、"Funky Dory"を同月末にリリース。UKアルバムチャート9位を記録した。
2枚目のシングルとして"Funky Dory"を12月にリリースし、UKチャートでもランキング上位を期待されたが最高24位に終わる。
2004年7月にシアラ、リバティ・エックス、グウェン・ステファニーなどを手がけたプロデューサー、リチャードXのもとでシングル、"Some Girls"をリリース。アイルランドで13位、UKチャートで2位を記録した。このシングルの売り上げは全てBBC主催のスポース振興チャリティへと寄付された。"Some Girls"のシングルの売り上げが好調だったので、同曲を含むアルバム、"Funky Dory"を再度リリース。このアルバムには新曲、"More More More"も収録されており、シングル自身はUKチャート3位を記録した。このように、"Funky Dory"以来、プロモーション活動を積極的に行うようになり、レイチェルは「24時間の間に異なる都市で最もテレビ出演したポップスター」としてギネスに載る。(2004年9月8日から同月9日の間に7都市)。
2004年の暮から2枚目のアルバム制作にとりかかる。2005年3月にシングル、"Negotiate With Love"をリリースし、UKチャート10位を記録した。7月には続くシングル、"So Good"をリリースし、またもや10位を記録し、5度目のUKチャートトップ10入りを果たす。2005年の夏にはレイチェルのドキュメンタリーが放送され、同年10月にセカンドアルバム、"Come and Get It"を発売。ドキュメンタリー番組によるプロモーションにもかかわらず、同アルバムはUKチャート28位に終わる。しかし、発売から2年後、イギリスの新聞社、ガーディアンが「死ぬ前に聴くべきアルバム　ベスト1000」に同アルバムをリスト入りしている。
2005年10月に"I Said Never Again (But Here We Are)"をリリースし、UKシングルチャート12位に終わっている。

### 女優として
S Club 7活動中にグループの持ち番組であった Miami 7、L.A. 7、Hollywood 7、そしてViva S Clubに、そして同グループの映画、"Seeing Double"にも出演している。その後もデュース・ビガロウ、激安ジゴロ!?のヨーロッパバージョン、"Deuce Bigalow: European Gigolo"に出演。2005年にはローワン・アトキンソンの作品の1つでもあるスパイダーマンのパロディ、スパイダー・プラントマンに出演した。バーチャルバンドであるゴリラズでも本人役として作中に登場しており、ゴリラズのメンバーである2Dの元恋人と言う設定にもなっている。

### キャンペーン活動
2004年、バンド・エイド 20に参加。
2005年からホワイトバンドプロジェクトのメンバーであり、レイチェル自身の公式サイトにも同プロジェクトのオフィシャルサイトが紹介されている。
またS Club 7時代から世界自然保護基金に勤めており、他にもSky Sportsやマークス&スペンサーでも働いている。

## 私生活
2002年のバレンタインデーに俳優、ジェレミー・エドワードと婚約。しかし2004年に婚約を解消し別れた。
その後2009年8月2日にアレックス・ボーンと結婚。2010年11月16日に第一子を授かる。

## ディスコグラフィ

### アルバム
- 2003: Funky Dory
- 2005: Come and Get ItCome and Get It

### シングル
| 年   | シングル                               | 最高位 | 最高位       | 最高位     | 最高位     | 最高位       | 最高位   | 最高位 | 最高位 | 最高位     | 最高位 | アルバム        |
| 年   | シングル                               | UK     | アイルランド | デンマーク | ノルウェー | スウェーデン | ベルギー | スイス | ドイツ | ヨーロッパ | WW     | アルバム        |
| ---- | -------------------------------------- | ------ | ------------ | ---------- | ---------- | ------------ | -------- | ------ | ------ | ---------- | ------ | --------------- |
| 2003 | "Sweet Dreams My LA Ex"                | 2      | 2            | 2          | 5          | 24           | 25       | 63     | 64     | 7          | —      | Funky Dory      |
| 2003 | "Funky Dory"                           | 26     | 24           | —          | —          | —            | —        | —      | —      | 82         | —      | Funky Dory      |
| 2004 | "Some Girls"                           | 2      | 1            | —          | —          | —            | —        | —      | —      | 10         | 53     | Funky Dory      |
| 2004 | "More, More, More"                     | 3      | 5            | —          | —          | —            | —        | —      | —      | 8          | 60     | Funky Dory      |
| 2005 | "Negotiate with Love"                  | 10     | 27           | —          | —          | —            | —        | —      | —      | 53         | 53     | Come and Get It |
| 2005 | "So Good"                              | 10     | 27           | —          | —          | —            | —        | —      | —      | 51         | 69     | Come and Get It |
| 2005 | "I Said Never Again (But Here We Are)" | 12     | 34           | —          | —          | —            | —        | —      | —      | 65         | 91     | Come and Get It |